# Sophene

Sophene in der Antike

Die Sophene (assyrisch Šupa, altgriechisch Σωφηνή, armenisch Ծոփք Tsopk) war eine Provinz des Armenischen und des Römischen Reiches. Sie war östlich des Euphrats und von Melitene, nordöstlich der Kommagene und nordwestlich der Gordyene gelegen. Mit dem östlich gelegenen Sophanene bildete Sophene oftmals eine Einheit und beide wurden geografisch Armenien zugerechnet. Im 2. und 1. Jahrhundert v. Chr. hatte Sophene eigene Könige.
Um 200 v. Chr. eroberte der Seleukide Antiochos III. Armenien und die Sophene und setzte Artaxias und Zariadris als Statthalter ein. Nach der Niederlage Antiochos’ III. in der Schlacht bei Magnesia gegen die Römer erklärten sich die beiden Generäle um 189 v. Chr. zu unabhängigen Königen. Zariades und seine Nachfolger beherrschten das Königreich Sophene, bis es von Tigranes dem Großen um 93 v. Chr. mit dem restlichen Armenien vereint wurde.
Später wurde Sophene eine römische Provinz mit Amida als Hauptstadt. Um 54 wurde die Provinz von Sohaemus von Emesa beherrscht. 530 n. Chr. wurde Sophene in die byzantinische Provinz Armeniakon integriert.
Sophene wird in urartäischen Quellen als Supa, in assyrischen Quellen als Suppo bezeichnet.

## Liste der Könige der Sophene
| Name          | Regierungszeit           | Abstammung                        | Bemerkungen                                                    |
| ------------- | ------------------------ | --------------------------------- | -------------------------------------------------------------- |
| Zariadris     | um 202–um 163 v. Chr.    | Sohn des Xerxes von Armenien      | zunächst seleukidischer Statthalter, um 189 v. Chr. unabhängig |
| Mithrobuzanes | um 163 v. Chr.–?         | Sohn des Zariadris                |                                                                |
| Orontes IV.   | ?–um 93 v. Chr.          | Sohn des Mithrobuzanes            | von Tigranes dem Großen von Armenien abgesetzt                 |
| zu Armenien   |                          |                                   |                                                                |
| Sohaemus      | 54 n. Chr.–um 60 n. Chr. | Sohn Sampsigeramos’ II. von Emesa | vom römischen Kaiser Nero als König eingesetzt                 |